# Purpurpfeifdrossel
Die Purpurpfeifdrossel (Myophonus caeruleus) ist eine Vogelart aus der Gattung Myophonus in der Familie der Fliegenschnäpper (Muscicapidae). Gelegentlich wird sie auch der Familie der Drosseln (Turdidae) zugeordnet.

## Beschreibung
Die Purpurpfeifdrossel ist mit einer Länge von etwa 33 Zentimetern und einem Gewicht von etwa 179 Gramm einer der größten Vertreter der Fliegenschnäpper. Sie besitzt einen schwarzen oder gelben Schnabel und ein blauschwarzes Gefieder, dessen Federspitzen von glänzendem Graublau sind.

## Unterarten und Verbreitung
Das Verbreitungsgebiet der Purpurpfeifdrossel reicht von Zentralasien bis zu den indonesischen Inseln in Südostasien. Dort lebt sie in Bergwäldern bis zur Baumgrenze in einer Höhe von etwa 2400 bis 3000 Meter und brütet meist in der Nähe von Gebirgsbächen.  Ihre Gelege besteht dabei aus zwei Eiern. Bedingt durch saisonale Wanderungen trifft man sie zwischenzeitlich auch in tropischen Wäldern und Mangroven an.
Es werden sechs Unterarten unterschieden:
- M. c. caeruleus (Scopoli, 1786) – mittleres und östliches China
- M. c. crassirostris Robinson, 1910 – südöstliches Thailand, Kambodscha und Norden der Malaiischen Halbinsel
- M. c. dichrorhynchus Salvadori, 1879 – Mitte und Süden der Malaiischen Halbinsel sowie Sumatra
- M. c. eugenei Hume, 1873 – mittleres, östliches und südöstliches Myanmar, Westen, Norden und Osten Thailands, mittleres und südliches Yunnan sowie nördliches und mittleres Indochina
- M. c. flavirostris (Horsfield, 1821) – Java
- M. c. temminckii Vigors, 1832 – westlicher Tian Shan südwärts bis Afghanistan und ostwärts durch den Himalaya, östliches Assam bis Sichuan, zudem nördliches und nordöstliches Myanmar